# San Michele di Serino
San Michele di Serino község (comune) Olaszország Campania régiójában, Avellino megyében.

## Fekvése
A megye központi részén fekszik. Határai: Aiello del Sabato, Cesinali, Santa Lucia di Serino, Santo Stefano del Sole és Serino.

## Története
Első említése a 9. századból származik. A következő századokban nemesi birtok volt. A 19. században nyerte el önállóságát, amikor a Nápolyi Királyságban felszámolták a feudalizmust. Korabeli épületeinek nagy része elpusztult az 1980-as földrengésben.

## Népessége
A népesség számának alakulása:

## Főbb látnivalói
- San Michele-templom
- Santa Maria delle Grazie-kápolna